# Israeliții africani evrei ai Ierusalimului

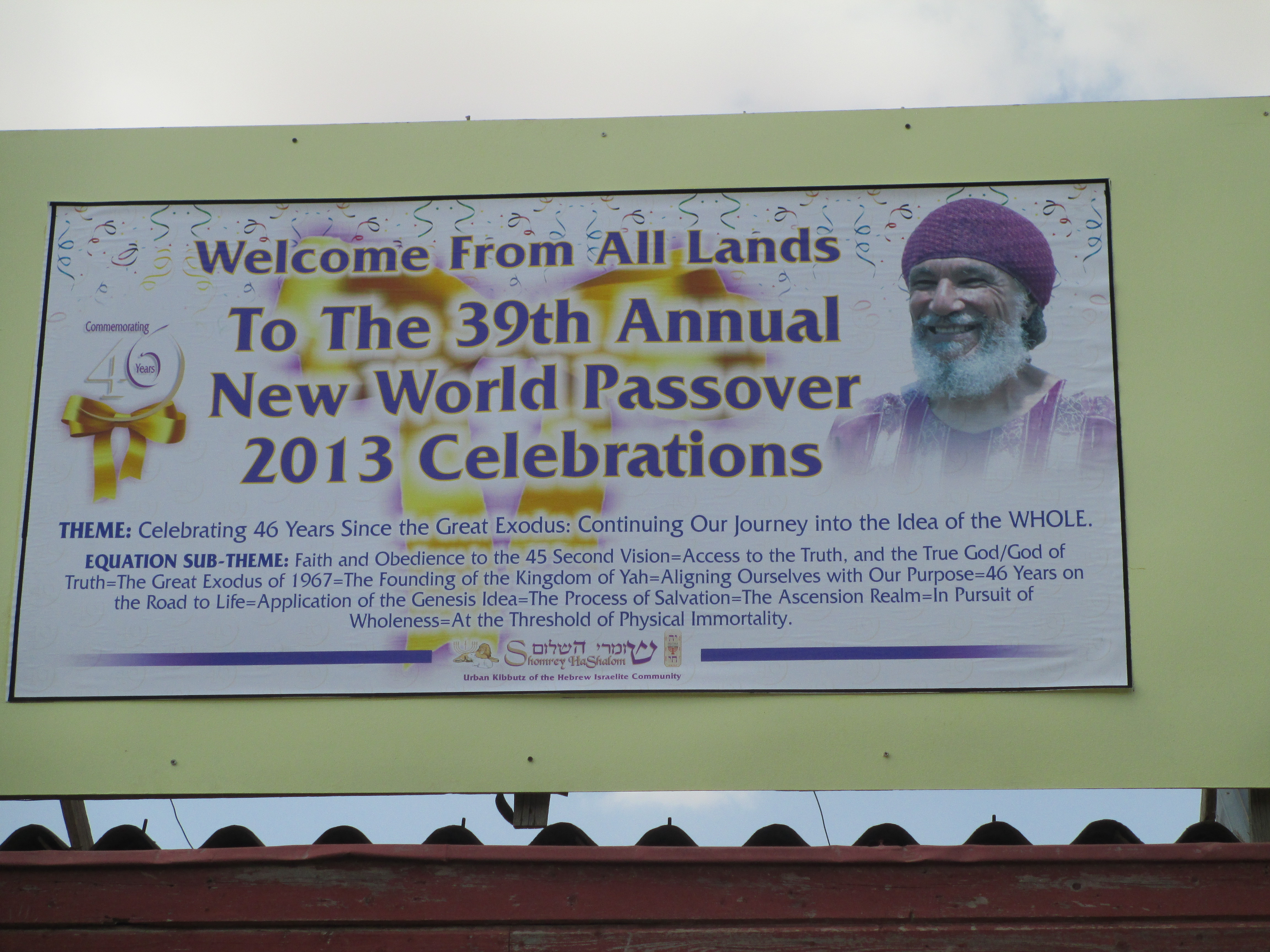
Pancartă la Dimona cu imaginea lui Ben Ami Ben Israel Carter, cu ocazia Paștelui Israeliților Evrei Africani, sărbătoare care comemorează 39 ani de la Întoarcerea în Țara Israelului

Israeliții africani evrei ai Ierusalimului (in engleză:African Hebrew Israelites of Jerusalem, sau 
Original Hebrew Israelite Nation - Națiunea israelită ebraică originală sau Kingdom of Yah. adică Regatul lui Yah sau Regatul lui Dumnezeu, în ebraică: העבריים מדימונה - Ha'ivriyim miDimona sau שומרי השלום Shomrey Hashalom - Păzitorii păcii)  este o comunitate religioasă de origine afro-americană, al cărui centru principal este la Dimona, în sudul Israelului, în deșertul Neghev. Membrilor ei li se spune adesea Negrii evrei sau Black Hebrews (în ebraică: כושים עבריים - Kushim ivriyim, dar această denumire este considerată ofensatoare..
Înființată în anii 1960 de către un muncitor metalurgist din Chicago, Ben Carter, organizația face parte dintr-un ansamblu de mișcări și secte religioase ale negrilor americani apărute începând cu sfârșitul secolului al XIX-lea, cunoscute sub numele colectiv de Black Hebrews, adică Evreii sau Ebreii negri sau Black Hebrews Israelites, adică Israeliții evrei negri.
Adepții acestor mișcări consideră că negrii din vremea noastră sunt urmașii Israeliților antici din Biblie, și resping creștinismul de pe pozițiile unei religii care se susține bazată pe Vechiul Testament, și având o corespondență mai mult sau mai puțin apropiată cu iudaismul sub forma lui tradițională sau sub forme antice.
Majoritatea acestor organizații de "evrei negri" aderă la ideologia cunoscută ca „naționalismul negru.”
În afara acestor idei, comune cu alte grupări,„Națiunea israelită ebraică originală” are credințe și practici specifice, ca emigrarea în Israel, un regim alimentar vegetarian și acceptarea poligamiei.
După date din 2007 circa 2,500 membri ai grupului trăiau în Israel, mai ales la Dimona, dar câteva grupuri locuiesc și la Arad, Mitzpe Ramon și Tverya , alte câteva mii trăiesc în Statele Unite, iar câteva zeci - în Marea Britanie și în Africa.
Statul Israel, după o lungă perioadă de dispute și încordare, a acceptat să dea Israeliților evrei negri așezați deja la Dimona un statut oficial, ameliorând relațiile cu ei. În anul 1990 aceștia au primit statutul de „turiști cu permis de muncă” Ulterior au fost recunoscuți ca „rezidenți temporari”, iar în anul 2004 ministrul de interne Avraham Poraz le-a acordat statutul de „rezidenți permanenți”.  Începând din anul 2004 tineri din comunitate au început să se înroleze în serviciul militar regulat al armatei israeliene. În anul 2006 așezarea lor a fost recunoscută drept kibuț urban.
Membrii acestei comunități nu trebuie confundați cu Beta Israel, evreii etiopieni, nici cu afro-americani convertiți la formele actuale ale iudaismului.

## Origini

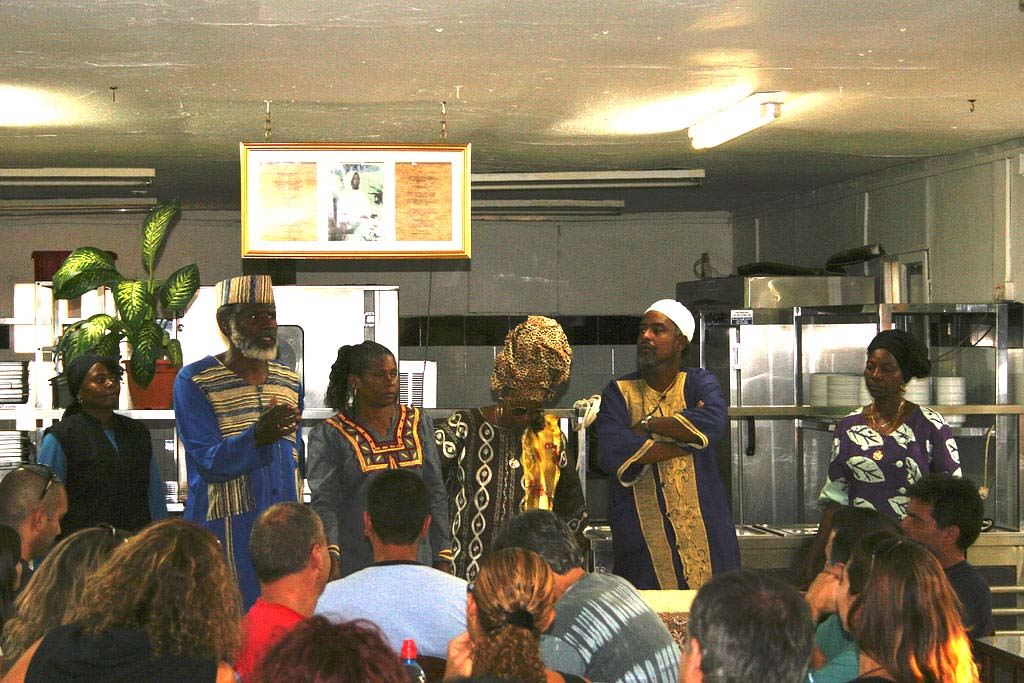
Imagine din comunitatea israeliților africani ai Ierusalimului la Dimona, în anul 2005

Secta a fost întemeiată la Chicago de către Ben Carter, un fost muncitor metalurgist de religie creștină baptistă devenit Ben Ami Ben Israel (1939-2014). El a primit acest nume ebraic de la "rabinul" Reuben al grupului numit „Comunitatea ebreilor etiopieni” (născută în rândurile unor afro-americani și nu originari cu adevărat în Etiopia). El a susținut că în anul 1966 a avut o viziune in care Arhanghelul Gabriel i-a dat misiunea să cheme națiunea afro-americană înapoi în Țara Sfântă a Israelului. 
Ben Ami și adepții săi erau influențați în credința lor de o lungă tradiție cultural-religioasă afro-americană care s-a identificat cu narativul biblic al Ieșirii din Egipt, din robie spre libertate,  și în care o minoritate a ajuns să susțină că negrii americani sunt descendenții vechilor israeliți biblici, mai precis ai celor zece triburi dispărute ale Israelului. Ulterior, o nouă versiune a acestei ideologii a afirmat ca afro-americanii sunt adevarata națiune israelită care, in urma dărămârii Templului din Ierusalim de către romani s-a exilat în vestul Africii, iar de acolo a fost dusă în sclavie în America.  
Ben Ami Carter a citat în predicile sale din exponenți timpurii ai acestor idei, precum William Saunders Crowdy din Virginia, Bishop William Boome din Tennessee, Charles Price Jones din Mississipi, Elder Saint Samuel din Tennessee. 
O primă organizare cu acest mesaj a fost Church of the Living God, the Pillar Ground of Truth for All Nations, fondată în anul 1886 la Chattanooga. În 1896 le-au urmat Church of God and of the Saints of Christ, creată in 1896 de către William Saunders Crowdy, apoi Temple of the Gospel of the Kingdom, înființată în 1900 de către Warren Roberson, Beth B'nai Abraham Congregation fondată în 1923 de Arnold Josiah Ford și Holy Church of the Living Gods, fondată în 1919 de Arthur Wentworth Mathewl. 
De asemenea au jucat un rol în ideologia "israeliților evrei negri de la Ierusalim", curentele naționalismul negru inspirat de jamaicanul Marcus Garvey și militanții Panterelor Negre, sau ai „Puterii Negre”,  precum Malcolm X. În cadrul acestei ideologii a ocupat un loc de seamă ideea „repatrierii în Africa”, iar Palestina sau Israelul era în ochii lor o parte din Africa. 
Una din organizațiile cele mai radicale, care uneori e confundată în mod greșit cu African Hebrew Israelites, este grupul Nation  of Yahweh, creat la Miami la finele anilor 1970, de către Yahweh Ben Yahwe (Hulon Mitchell Junior) și care propovăduiește superioritatea rasială a negrilor. 
Acest curent al "Evreilor negri" a fost expresia unei tendințe mai largi în cadrul unor comunități afro-americane de a-și crea noi religii specifice, versiuni noi ale religiilor monoteiste existente, de inspirație creștină și mai ales islamică (Moorish Science Temple, Nation of Islam etc)      
Exista anumite asemănări între „Evreii israeliți africani” și Mişcarea Rastafari apărută în anii 1920: credința după care vechii israeliți erau negri, dar și insistența asupra păstrării sănătății printr-o dietă vegetariană cu referință la Biblie (Facerea, 1:29)  și respingerea oricărei alimentații „nebiologice”.  Numele dat de rastafarieni lui Dumnezeu, Jah (după numele ebraic Yahve) seamănă cu cel folosit de evreii israeliți africani:Yah.